# Зимри-Лим
Зимри-Лим — правитель Мари приблизительно в 1774—1759 годах до н. э. Сам Зимри-Лим называл себя сыном Яхдун-Лима, но, возможно, он был его племянником, провозгласившим себя «сыном», то есть законным преемником, уже после восшествия на престол. Зимри-Лим происходил из аморейского племени бин-сим’ала. Его правление стало пиком могущества Третьего царства Мари, но также и его концом: после поражения от былого союзника Хаммурапи оно было подчинено Старовавилонскому царству.

## Правление

### Возвращение трона Мари
После захвата Мари Шамши-Ададом I Зимри-Лим бежал в царство Ямхад, враждебное Шамши-Ададу. Царь Ямхада Ярим-Лим I тепло принял его и даже выдал за него свою дочь Шибту. В Мари стал править младший сын Шамши-Адада Ясмах-Адад. Смерть Шамши-Адада в 1775 году до н. э. стала началом периода великих смут. Уже в последние годы жизни Шамши-Адада мятежи то и дело вспыхивали в различных областях царства, но Шамши-Ададу и его сыновьям всегда удавалось их подавить. На этот раз ситуация оказалась крайне тяжёлой: все царства, некогда захваченные этим верхнемесопотамским царём, увидели подходящий момент для того, чтобы вернуть независимость. Претенденты на трон, большей частью находившиеся в изгнании, стали возвращаться в свои столицы. И первым был Зимри-Лим, который при поддержке своего тестя Ярим-Лима, сначала спустился по долине Евфрата и овладел Туттулем. Несколько месяцев спустя он вошёл в Мари, поспешно оставленный Ясмах-Ададом.

### Размеры государства
Хронология правления (как впрочем, и обстоятельства прихода к власти) Зимри-Лима известны нам плохо. В текстах встречается более трёх десятков датировочных формул Зимри-лима, но порядок их следования достоверно не установлен. Официальная переписка позволяет реконструировать ход некоторых событий, но постоянная нестабильность политической ситуации в Месопотамии того времени заставляет относиться к попыткам упорядочить содержание писем с большой осторожностью.
Основную территорию государства Зимри-Лима составляли долины Среднего Евфрата и Хабура. На юге граница царства проходила близ города Хит. На севере государство, без сомнения, включало в себя область устья Белиха. Статус земель выше по течению Евфрата известен плохо; они либо входили в состав Мари и управлялись наместниками, либо представляли собой более или менее автономные государства. Экспансионная политика Зимри-Лима была направлена главным образом на покорение «Верхней страны», то есть северной Месопотамии, которая в этот период была разделена на множество мелких царств. Под контроль Мари перешёл по меньшей мере регион верховий Хабура, в то время носивший название Ида-Марац. Но политика Зимри-Лима предполагала скорее опеку над царьками «Верхней страны» или даже союзнические отношения с ними, нежели аннексию их владений: вероятно, на большее у Мари не хватило бы ресурсов. Такой подход к международным отношениям был тогда очень распространён. Союзы заключались и распадались в зависимости от обстоятельств и интересов текущего момента. Так, например, правитель Каркемиша Аплаханда был «вассалом» царя Шамши-Адада I, а его сын Ятар-амми, носивший в отличие от отца, семитское, «ханаанское», имя, был союзником Зимри-Лима.
Легко представить, что в этих условиях процветали политические интриги, постоянно выливавшиеся в новые конфликты. Зимри-Лим упоминает об этом в письме к своему тестю, царю Халеба: «Я уже давно взошёл на трон, но всё время провожу в битвах и сражениях».

### Мари и Вавилон
Шамши-Адад I и вавилонский царь Хаммурапи были союзниками; известно, что они делили плоды совместных усилий, направленных на захват Рапикума и Малгиума.  Поскольку Зимри-Лим был одним из первых, кто приложил руку к гибели наследия Шамши-Адада, отношения между вавилонским государем и новым царём Мари начались не на самом благоприятном фоне.
Хаммурапи и Зимри-Лим вступили в переговоры в конце первого года правления Зимри-Лима. Речь шла о том, чтобы урегулировать вопрос о Курде, довольно важном царстве, расположенном к югу от нагорья Джебель-Синджар. Один из претендентов на трон Курды находился тогда в Вавилоне. Зимри-Лим стремился помочь ему, обеспечив поддержку Хаммурапи. В соответствии с традицией, по которой от вновь воцарившегося правителя ожидалось особое почтение к старшим, давно правящим государям, Зимри-Лим в своём письме обращается к Хаммурапи как к «отцу», а себя именовал его «сыном». Но это была лишь временная уступка: впоследствии Зимри-Лим всегда считал себя равным царю Вавилона и в соответствии с дипломатическими условностями той эпохи называл себя его «братом».

### Борьба с кочевниками

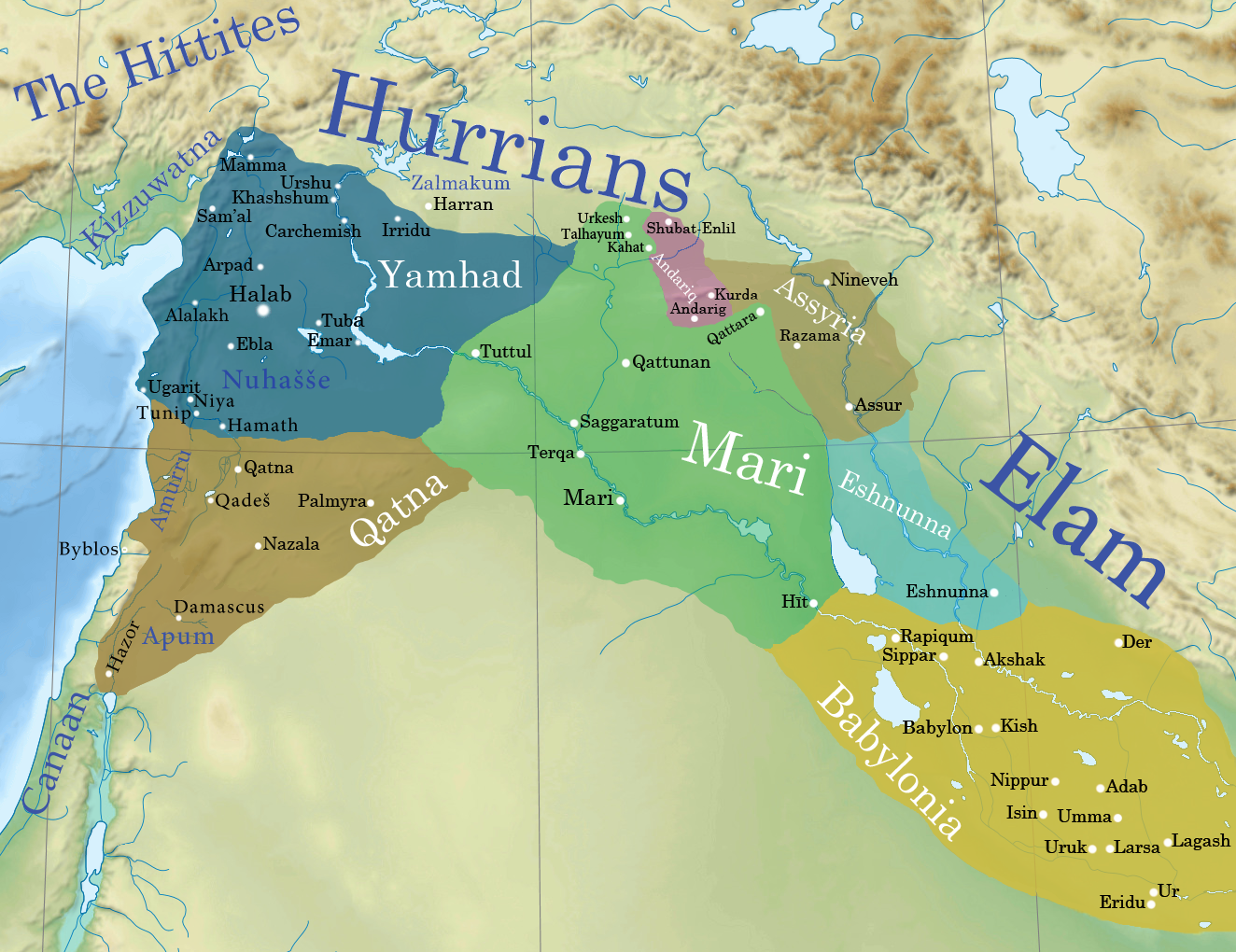
Государство Мари и соседние страны

Постоянную угрозу, которую не могли окончательно устранить никакие победы, представляли кочевники пустынных областей. Зимри-Лим похвалялся тем, что разгромил бинъяминитов в долине Хабура — одна из датировочных формул Зимри-Лима гласит: «Год, когда Зимри-Лим победил Бин-яминитов в Саггаратуме и убил их царей», но этот триумф дал лишь временную передышку. Борьба между кочевниками и оседлыми жителями никогда не прекращалась поскольку противоречия между ними коренились в самом образе жизни. На смену тем, кто покидал пустыню и оседал на земледельческих территориях, постоянно приходили новые племенные группы. Угроза не ослабевала ни на день. Не довольствуясь набегами на стада и разграблением деревень, кочевники дерзко нападали на торговые города и другие крупные поселения вдоль Евфрата. Контроль над пустыней и сдерживание кочевников были одним из главных направлений политики Зимри-Лима. Потеря бдительности привела бы к катастрофическим последствиям — ведь каждое вторжение кочевников неизбежно влекло за собой начало распада государства. Несмотря на принимаемые меры, безопасность царства находилась под постоянной угрозой. Иногда кочевники целиком захватывали сельскую местность и останавливались только перед стенами городов. В такие времена самому царю не советовали покидать столицу. Без сомнения борьба с подобными вторжениями отнимала у Зимри-Лима много ресурсов и подрывала экономику страны.
Наименее управляемыми при Зимри-Лиме стали скотоводческие племена. Бин-яминиты не являлись ни на жатву в Терке, ни на другие работы; ханейцы, прежняя опора войска Шамши-Адада, вообще ушли из дворца, так как царь разрешил давать им за работу только по 100 сила (75 л) ячменя. Обитавшие прежде в Терке овцеводческие племена уходили к верховьям Хабура, уклоняясь от участия в трудовых повинностях и военных сборах. Зимри-Лиму нередко приходилось прибегать к неординарным мерам:

«Моему господину скажи, говорит Бахди-Лим, твой раб. В течение пяти дней после назначенного срока я ждал ханеев, а люди не собираются. Между тем ханеи из степи прибыли и находятся в поселениях. Один раз, два раза я написал в поселения; их созывали, а они не собрались. Прошло ещё три дня, а они не собираются. Теперь, если мой господин пожелает, преступника в тюрьме пусть казнят, его голову отсекут и между поселениями, вплоть до Хутнум и Аппана, пронесут. После того как люди испугаются, они быстро соберутся ко мне и по спешному делу, о котором уведомил меня мой господин, они сразу же отправятся в поход».— Письмо правителя города Мари Бахди-Лима Зимри-Лиму
Конец первого и начало второго года Зимри-Лима были отмечены тяжёлым внутренним конфликтом, имевшим этническую окраску. Зимри-Лим, принадлежавший к племени бинсимъалитов вступил в конфликт с бинъяминитскими вождями и одержал над ними победу. В долине Евфрата воцарился мир, а Зимри-Лим начал новый поход в верховья Хабура: сначала он захватил Кахат, а затем овладел Ашлаккой.

### Мари и Эшнунна
Вскоре после воцарения Зимри-Лима наметились трения между Эшнунной и Мари, так как встал вопрос о том, кому принадлежит область Сухум, располагавшаяся между Ханатом и Рапикумом. Царь Эшнунны полагал, что она по праву должна вернуться к нему, и предложил Зимри-Лиму возобновить союзное соглашение, которое существовало между Эшнунной и Мари в период правления его отца. Согласно его предложению, границу следовало зафиксировать в 90 км вниз по течению от Мари. Зимри-Лим отказался, отдав предпочтение связям с государствами Западной Сирии, в особенности с царём Ямхада Ярим-Лимом, который помог ему взойти на престол. С ним и был заключён политический альянс с соблюдением всех надлежащих формальностей. Мы не знаем, каким способом был урегулирован вопрос о статусе Хита и Рапикума, однако спустя три месяца весь регион был присоединён к царству Мари.
Сделанная Зимри-Лимом ставка на коалицию с Хаммурапи в исторической перспективе оказалась неверной. Победа эламитов нанесла бы решающий удар по Хаммурапи, не вызвав при этом ослабления могущества Мари, в то время как усиление царя Вавилона в конечном счёте повлекло за собой падение среднеевфратского царства.
Царь Мари всегда оставался верным союзником Вавилона и Халеба. Это диктовалось жизненной необходимостью: государство Зимри-Лима было связывающим звеном между Вавилонией и северной Сирией, и правителю приходилось сохранять добрые отношения с державами, контролировавшими конечные пункты великого торгового пути. В свою очередь, обе страны были заинтересованы в поддержании свободы торговли, при этом бремя её ведения возлагалось на евфратского союзника. Но как только Хаммурапи объединил Вавилонию под своей властью и почувствовал в себе силы единолично контролировать этот торговый путь, не делясь прибылью, ничто больше не удерживало его от нападения на Мари.

### Дворец в Мари

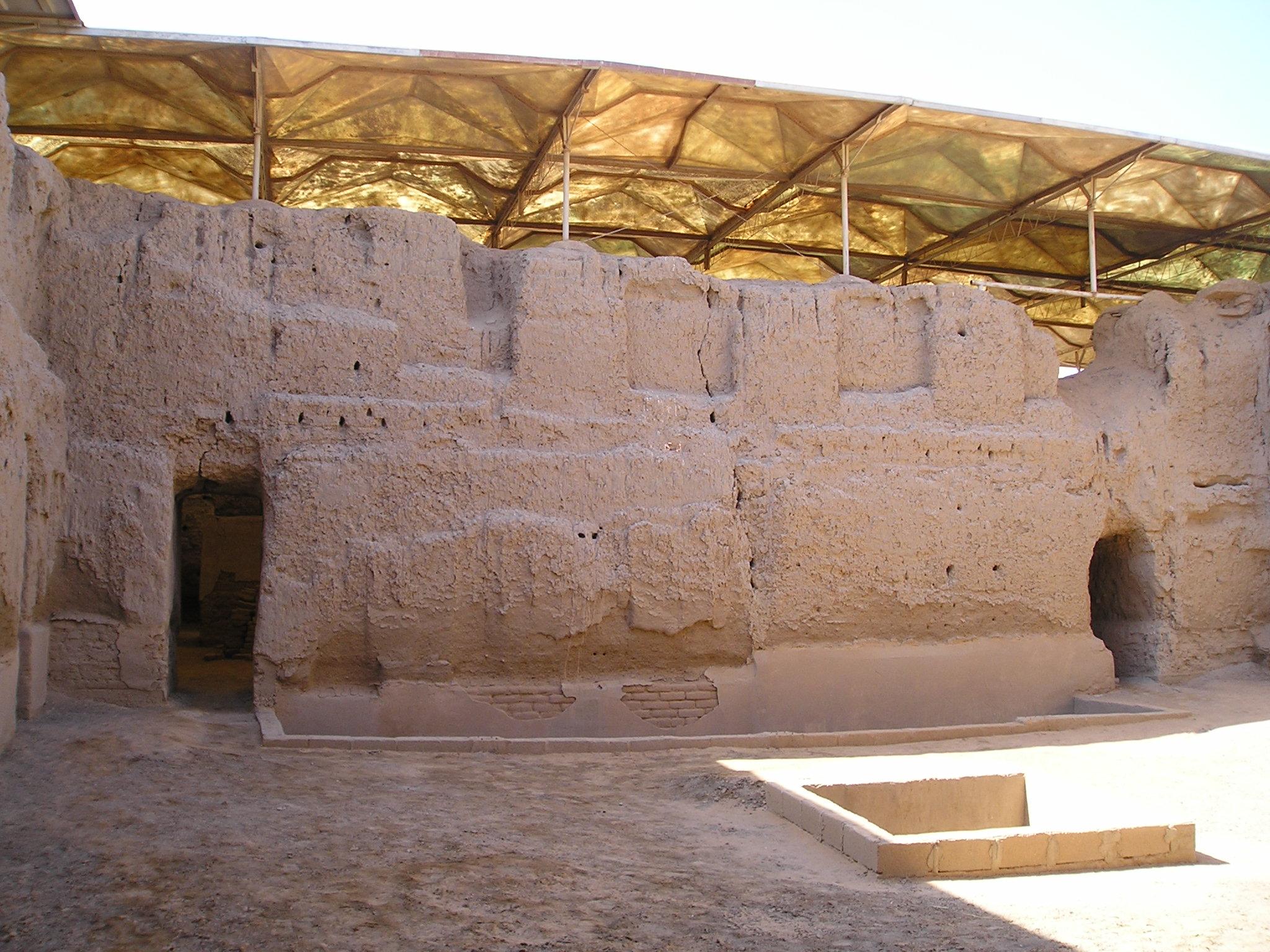
Дворец Зимри-Лима

Тем не менее тексты из Мари этого времени создают образ процветающего и сильного царства. Дворец Зимри-Лима обслуживался многочисленным персоналом, в состав которого входили, например, несколько десятков певиц. Из соседних стран в город постоянно прибывали путники, в том числе царские слуги, доставляющие отчёты от поставщиков Зимри-Лима при иноземных дворах. Инвентарные списки драгоценностей из дворцовых архивов свидетельствуют о богатстве царя, а другие отчётные документы регистрируют получение продовольствия и предметов роскоши. Последние обычно поступали от царей соседних стран, которым Зимри-Лим посылал ответные дары. 

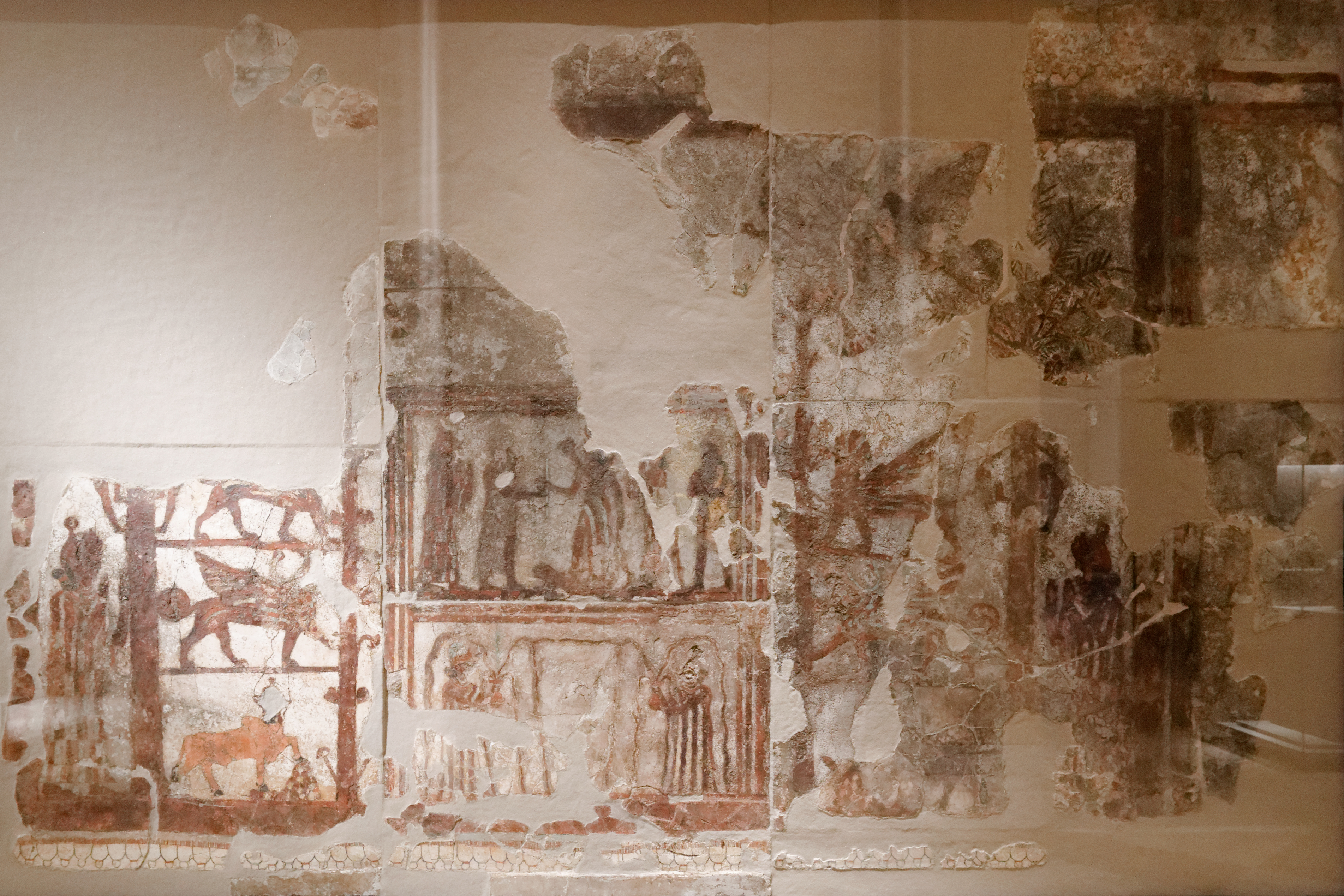
«Сцена инвеституры». Стенная роспись из дворца Мари. XIX–XVIII вв. до н. э. Лувр (Париж).

Археологические свидетельства придают этой картине материальное содержание. В одном из писем царь Халеба сообщает Зимри-Лиму, что царь Угарита желает увидеть дворец Мари. Этот дворец действительно стал самым впечатляющим открытием при раскопках городища. Сохранившаяся часть колоссального строения включает более двухсот шестидесяти помещений, внутренних дворов и коридоров., образующих в плане форму трапеции; от другой части дворца не осталось никаких следов. Общая площадь строения превышала 2,5 гектара. Стены его имели до 5 метров в высоту. Отделка жилых комнат и некоторых приёмных покоев соответствовала самым высоким стандартам дворцовой архитектуры той эпохи. К числу лучших произведений фресковой живописи относятся большие композиции центрального двора, ведущего в помещение с подиумом и тронную залу. В одной из сцен, которая дала название основной композиции, царь принимает инвестиции из рук богини Иштар, которая представлена в своей воинственной ипостаси. Роскошной отделке соответствовал комфорт жилых помещений. В то же время дворец Мари был не только царской резиденцией, но и крупным административным центром со школой, где обучались писцы, архивами, складами и мастерскими. Во дворце был обнаружен архив клинописных документов на шумерском, аккадском и хурритском языках (около 20 тысяч табличек), в том числе ко времени Зимри-Лима относятся более 1500, из них 1200 — письма, около 300 — административно-хозяйственные документы. Архив Зимри-Лима служит источниковой базой для изучения экономической жизни, государственного устройства, военного дела Мари, а также дипломатии и межгосударственных отношений всего региона Передней Азии.
Трудно представить, чтобы такое здание было создано по замыслу одного человека. Более того, в плане дворца легко прослеживается отдельные этапы строительства. Последний из них пришёлся на правление Зимри-Лима, который оставил об этом свидетельство в виде кирпичей, на которых написано его имя.

### Источники богатства

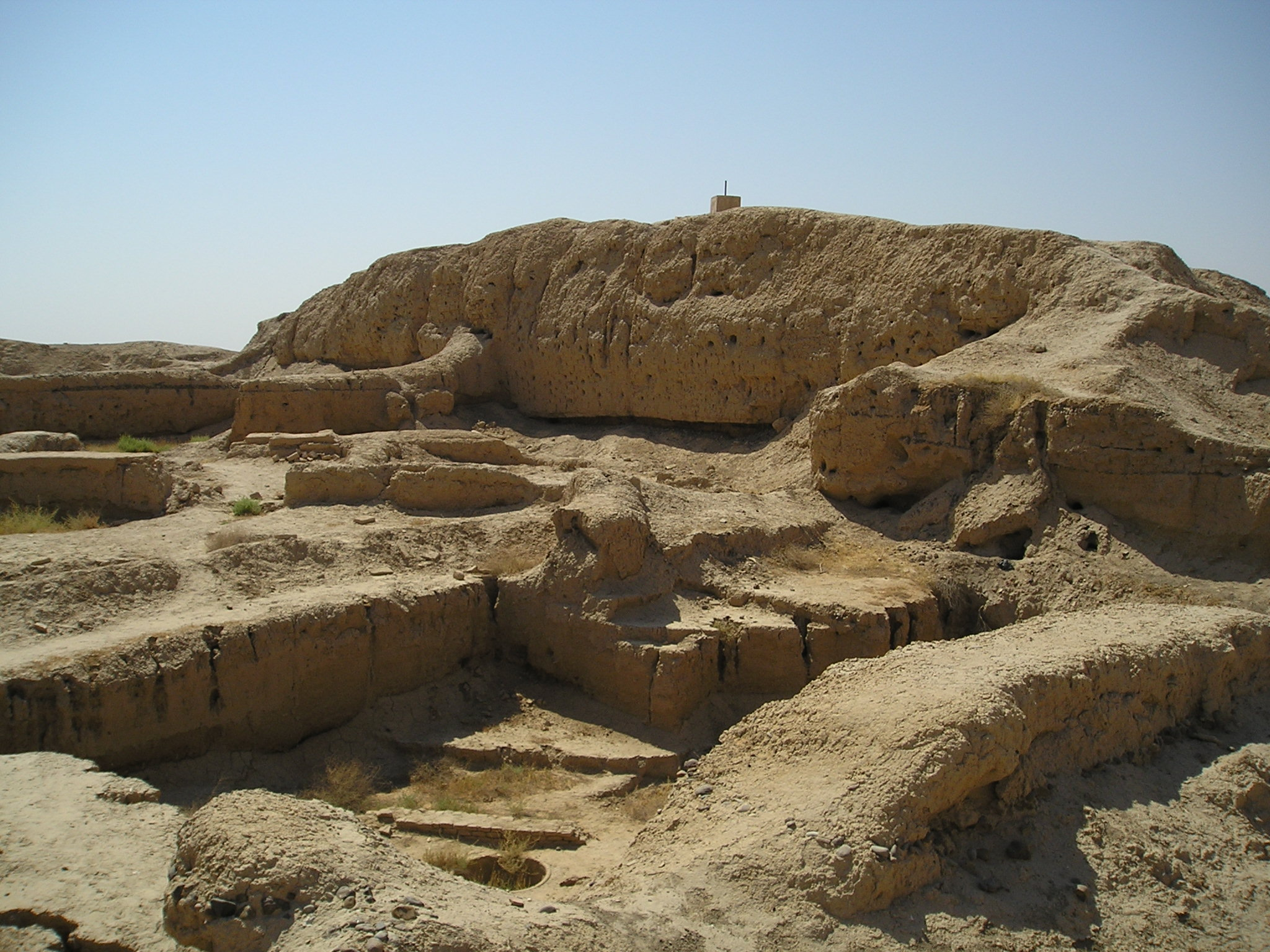
Зиккурат в Мари